# Dans le labyrinthe (roman)
Pour les articles homonymes, voir Dans le labyrinthe.
Dans le labyrinthe est un roman d'Alain Robbe-Grillet publié en 1959.

## Résumé
Dans la petite ville de Reichenfels, sur le point d'être conquise par l'ennemi, un homme, peut-être un soldat, essaie de se rendre à un mystérieux rendez-vous. Mais toutes les rues se ressemblent, toutes les maisons semblent identiques et la neige puis la nuit rendent les choses encore plus difficiles...

## Éditions
- Dans le labyrinthe, éditions de Minuit, 1959,  (ISBN 2-7073-0082-9).
- Dans le labyrinthe, postface de Gérard Genette, 10/18, 1969.